# Nzulezu

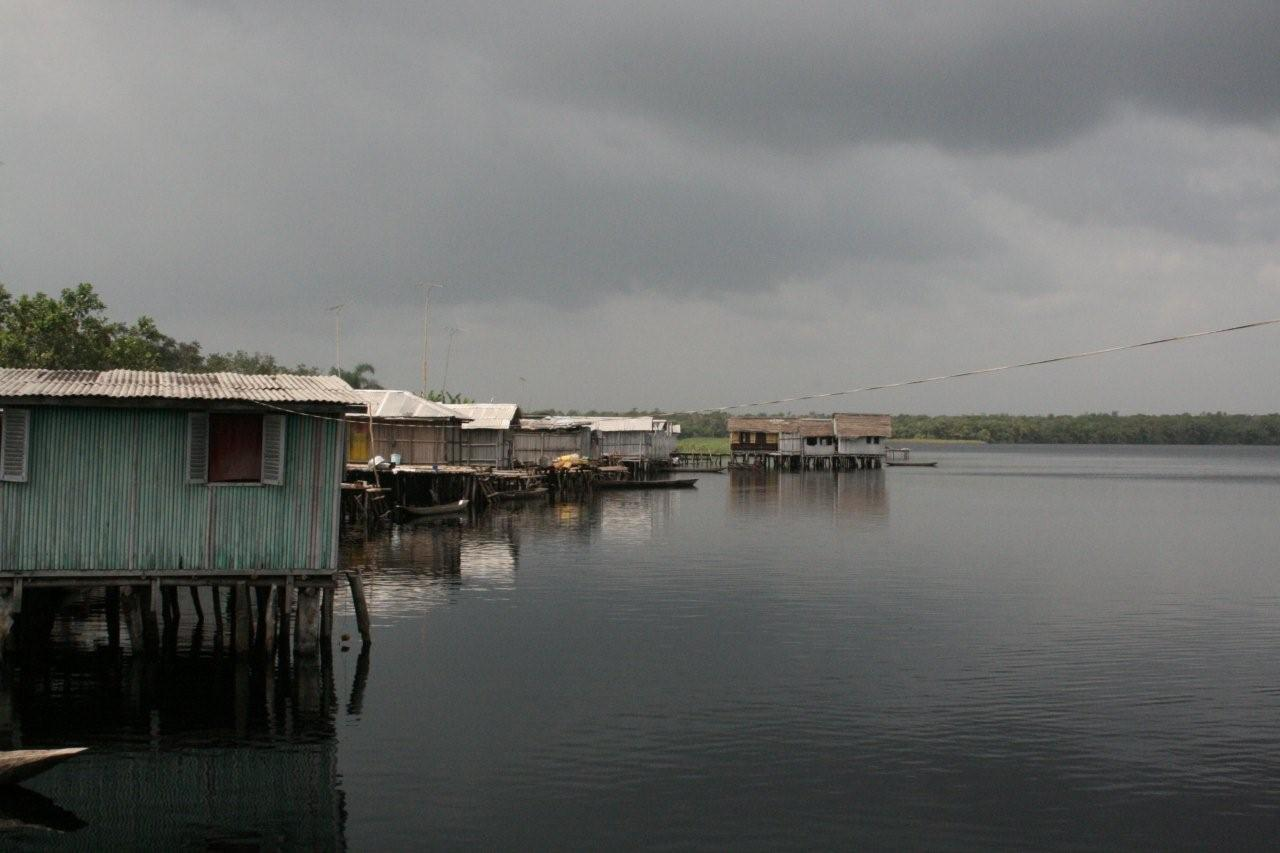
Villaggio di Nzulezo

Nzulezu (scritto anche Nzulezo o Nzulesu) è un villaggio tradizionale situato nel distretto di Jomoro, nella Regione Occidentale del Ghana, vicino a Beyin, circa 90 km a ovest di Takoradi. Il villaggio si affaccia sulla laguna Amanzule, ed è interamente costituito di palafitte. Nel 2000 è stato candidato a Patrimonio dell'umanità UNESCO, ed è un'importante attrazione turistica della zona.
Il nome "Nzulezu", in lingua nzema, significa "superficie dell'acqua". Secondo le leggende locali, il villaggio fu costruito da un gruppo di persone provenienti da Walata, una città dell'antico Impero Ghana, che giunsero sul seguendo una lumaca. Non è noto per quale motivo il villaggio sia stato edificato sull'acqua; la principale attività dei suoi abitanti è infatti l'agricoltura, mentre la pesca svolge un ruolo secondario. Il lago viene tuttavia percepito dalla popolazione locale come protezione da certi pericoli (per esempio dagli incendi).
Il villaggio è stato candidato a diventare Patrimonio dell'umanità per la sua importanza antropologica: oltre a essere uno dei pochi insediamenti antichi su palafitte rimasti al mondo, vi si conserva una grande ricchezza di tradizioni locali legate al culto del lago. Sulle sponde del Tadane avvengono tutti i riti religiosi, e il giovedì, giorno sacro del lago, è vietato lavorare.
In tempi recenti il villaggio è stato aperto al turismo, seppure con certi vincoli (la visita è ammessa un solo giorno alla settimana). Lo si può raggiungere solo in canoa; il tragitto, che attraversa la foresta pluviale, richiede circa un'ora per 5 km di distanza.
Nel villaggio si trovano una chiesa e una scuola.

## Galleria d'immagini

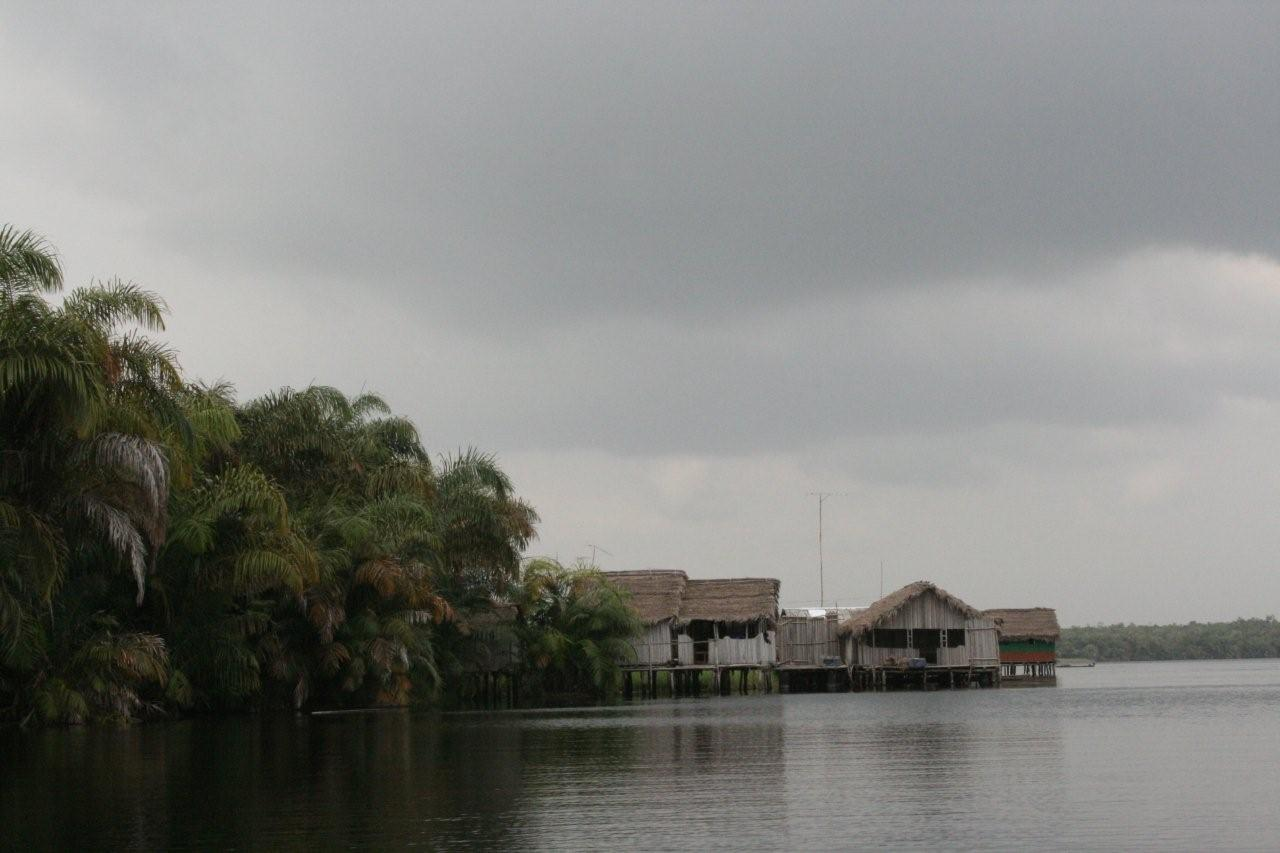
Villaggio di Nzulezo
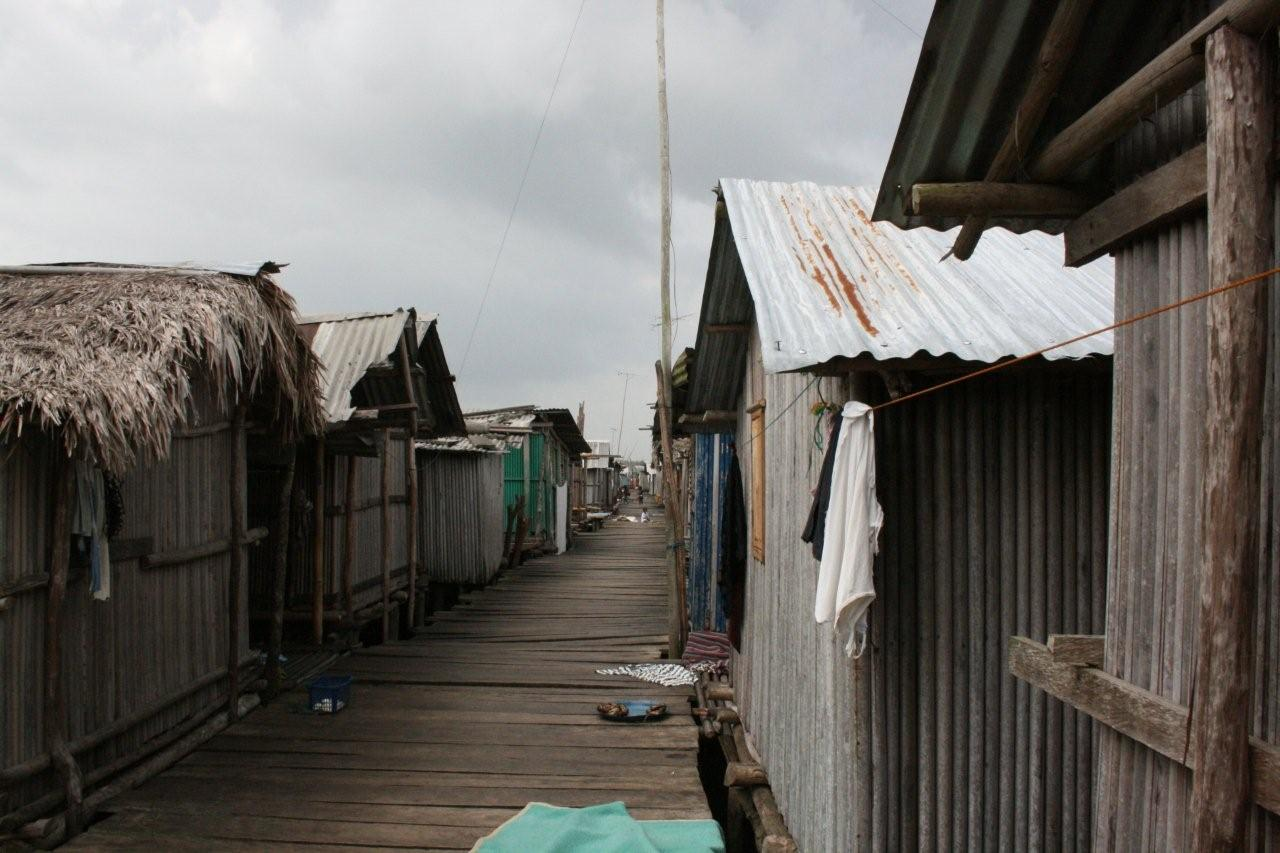
La via principale del villaggio
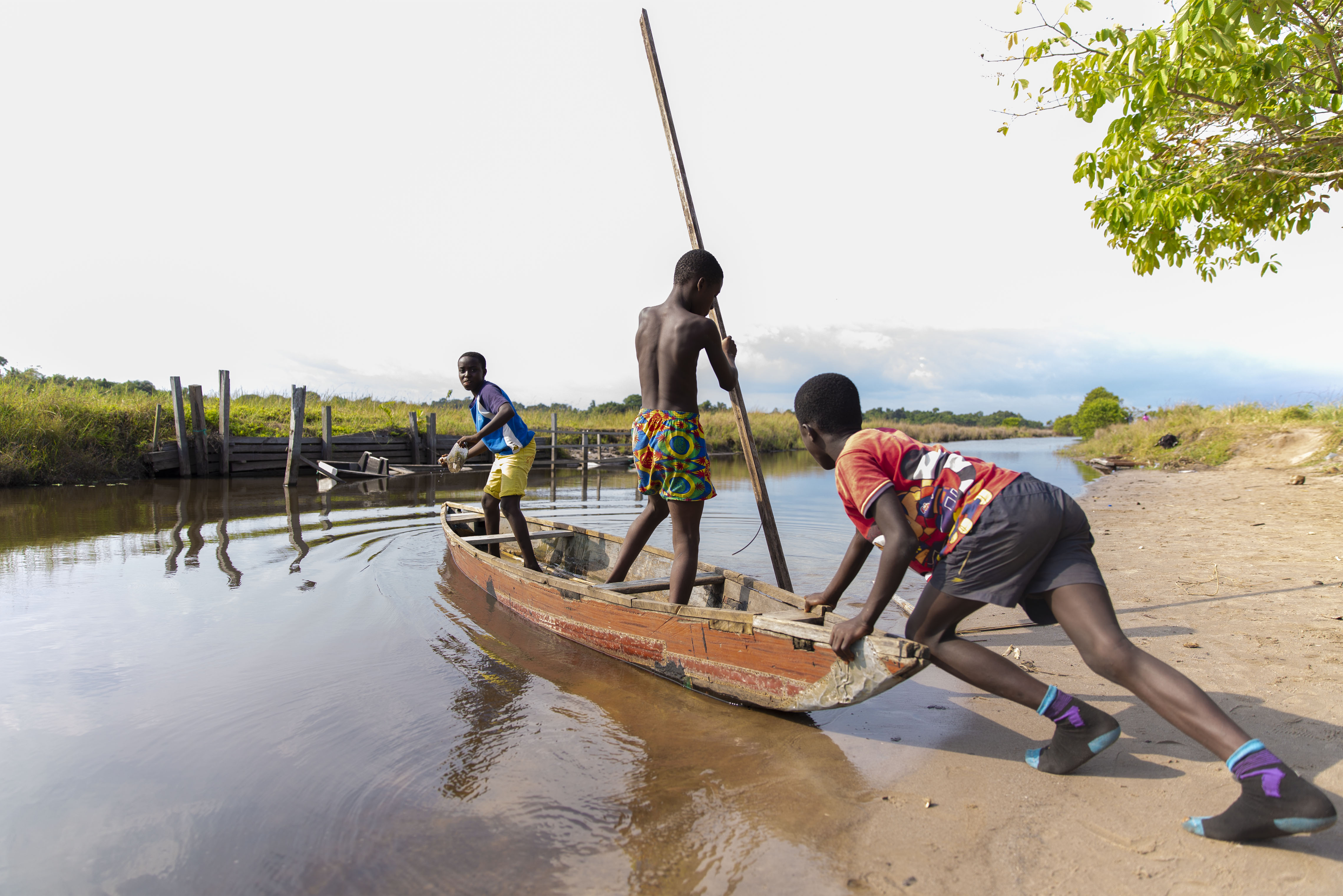
Ragazzi sul fiume.